# Cette émotion appelée poésie
Cette émotion appelée poésie est un essai sur la poésie du poète français Pierre Reverdy (1889-1960), écrit entre 1945 et 1947 à l'abbaye de Solesmes.

## Situation
En 1926, Pierre Reverdy décide de se retirer en « exil volontaire » dans l'abbaye de Solesmes. Ses textes sont envoyés à Paris et publiés avec l'aide de prestigieux visiteurs comme André Breton et Pablo Picasso. À partir de 1942 et de l'Occupation, des soldats allemands s'installent dans l'abbaye, dans des quartiers voisins de celui du poète, désespéré et furieux. Pourtant, Reverdy se refuse à devenir un poète engagé, tel Paul Éluard ou Robert Desnos, car « on ne peut être à la barricade et chanter la barricade ». Il décide de ne plus écrire de poésie, et produit de simples journaux de réflexions, qui seront rassemblés sous les titres Le livre de mon bord et En vrac. Il déclare qu'il n'a plus d'inspiration. Mais, dès 1945 et le départ de l'armée allemande, alors que la poésie est reconnue pour son rôle dans la Résistance, Reverdy entre dans les débats poétiques de l'époque, et produit une série d'essais pour alimenter ces débats et étayer sa position, Circonstances de la Poésie, La Fonction poétique et Cette émotion appelée poésie.

## Résumé
Reverdy, dans une sorte d'introduction, prend l'exemple d'un chirurgien qui affirmait n'avoir jamais touché l'âme au bout de son scalpel. Le poète loue son observation et écrit que, comme l'âme, la poésie ne peut être touchée. Pourtant, comme l'âme, on la sent présente en nous, elle est, comme Descartes le dit dans le Discours de la méthode, « ce qui est le plus évident et le plus connaissable ». Pendant l'enfance, on se croit le centre du monde, et cette émotion reste tout au long de la vie : adulte, nous essaierons par tous les moyens de nous différencier des autres mortels. Celui qui va le plus loin dans cette volonté de différenciation, c'est le poète.
Pour Reverdy, le poète c'est « tout artiste dont l'ambition et le but sont de créer, par une œuvre esthétique faite de ses propres moyens, une émotion particulière que les choses de la nature, à leur place, ne sont pas en mesure de provoquer en l'homme ». Une grande partie de l'essai étayera les conséquences de cette définition :
1. La Poésie ne se trouve pas dans la nature mais dans le regard de celui qui contemple la nature
2. La beauté naturelle est une invention humaine : la nature n'est ni belle ni laide
3. Plus on a lu de poésie, plus on jugera que la nature est belle ou laide
4. On n'apprend pas la poésie dans la nature mais dans la confrontation avec d'autres pensées sur la nature, dans la lecture en somme

Ensuite, pendant quelques pages, Reverdy commente une citation d'Arthur Rimbaud dans son poème Le Cœur volé : « Mon triste cœur bave à la poupe / Mon cœur est plein de caporal ». Pour lui, le génie du poète se trouve dans la capacité à dire des choses vulgaires avec une très grande simplicité, une grande joie et un grand bonheur. Le poème ne doit pas forcément être beau, il doit d'abord créer un « choc poétique ». Ce raisonnement permet à Reverdy de critiquer la citation de La Bruyère « Tout est dit et nous arrivons trop tard ». En effet, pour Reverdy, ce n'est pas le fait de dire quelque chose de nouveau qui compte, c'est la manière de le dire.
Puis Reverdy revient sur la différence entre Beauté poétique et Beauté naturelle : si l'on cherche la Beauté en poésie, c'est que la Beauté naturelle ne nous satisfait pas ; autrement, au lieu d'aller dans les musées, au théâtre, et de lire des livres, nous passerions nos journées dans la nature.
Reverdy s'oppose alors à Baudelaire en cela qu'il pense que la poésie ne doit pas rechercher le morbide, la misère, la souffrance, car, au contraire, la poésie doit libérer de la souffrance et de la misère. La Poésie ne distrait pas, elle crée une émotion.

## Reverdy et André du Bouchet
« D'un poète qui finit à un poète qui commence », telle est la dédicace de Pierre Reverdy au début de son recueil Main d'oeuvre en 1949 à André du Bouchet (1924-2001) ; ainsi, dans ce passage de relais, se scelle leur amitié littéraire. « Certes, Reverdy [...] enveloppé qu'il est d'une admiration sans bornes par du Bouchet, lequel "parle de [lui]/ en tremblant", selon ses propres mots, et communie avec lui jusque dans les larmes : "Des journées passées avec Reverdy. [...] Après m'avoir lu son texte (Cette émotion appelée poésie), il pleure - nous nous embrassons". »

## Publication
Reverdy lira d'abord le texte à la radio pour une émission réalisée par Alain Trutat pour le Poste National. Le texte paraît dans le Mercure de France no 1044 en date du 1er août 1950.